# KISS OF LIFE (RXのアルバム)
『KISS OF LIFE』（キス・オブ・ライフ）は、RXの4枚目のオリジナル・アルバム。

## 概要
ジャズやファンク、フュージョンの要素を盛り込んだプログレッシブ・ロックとなっている。
ゲストとしてサックスをDIMENSIONの勝田一樹が担当した他、岩佐真帆呂、ブレンダ・ヴォーン、福原将宜が参加した。

## 収録曲
1. MjOllhir
作曲：雷電湯澤
2. CORAL
作曲：松崎雄一
3. Riding Higher
作詞：ブレンダ・ヴォーン / 作曲：松崎雄一
4. Show of courage
作曲：石川俊介
5. NEVER SAY NEVER
作詞：ブレンダ・ヴォーン / 作曲：松崎雄一
6. Avalon Hill
作曲：雷電湯澤
7. Ordinary Days
作曲：松崎雄一
8. SARAH
作詞：ブレンダ・ヴォーン / 作曲：松崎雄一
9. Yggdrasil
作曲：雷電湯澤